# Římský císař

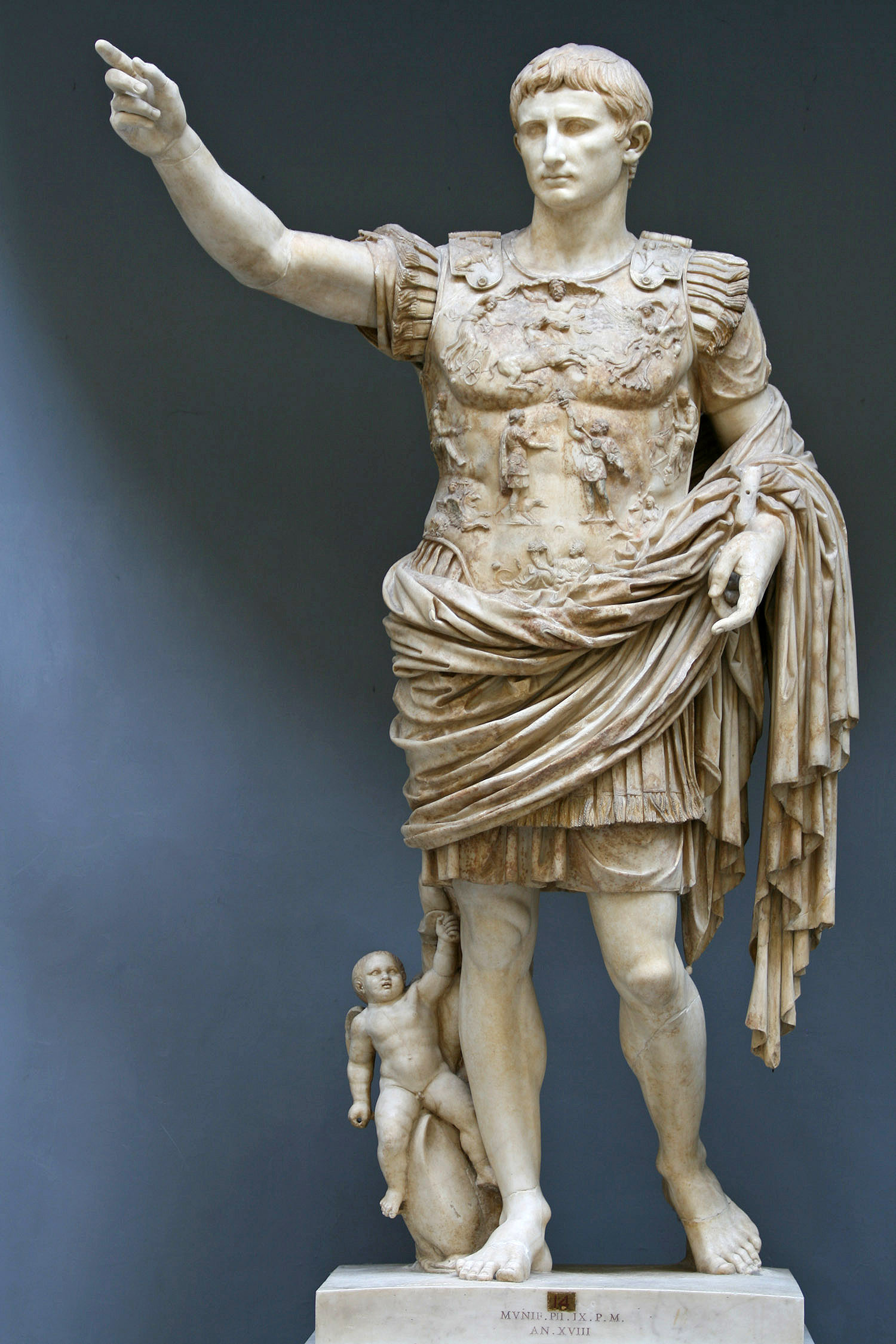
Socha znázorňující Augusta, prvního římského císaře

Seznam římských císařů představuje souhrn jedinců monarchicky vládnoucích římské říši od konce 1. století př. n. l. První z nich, Augustus, završil občanské války, jež vedly k zániku římské republiky. Ve svých rukou soustředil značnou vojenskou a politickou moc a své postavení legitimizoval řadou pravomocí a titulů přiznaných mu římským senátem a převzatých po něm většinou jeho nástupců. Ke svému původnímu jménu připojil čestný titul augustus, po svém adoptivním otci zdědil jméno Caesar a běžně byl oslovován vojenským termínem imperator. Na veřejnosti se nechal titulovat neformálním výrazem princeps („první občan“), vyjadřujícím jeho vůdčí pozici ve státě a navozujícím zdání zachování republikánských tradic. Nová forma vlády, vznikající od roku 27 př. n. l., se proto nazývá principát.
Po Augustově smrti se vláda předávala mezi jeho příbuznými a členy rodu, julsko-klaudijské dynastie. V letech 68 až 69 se říše pohroužila do občanské války, po jejímž skončení získala moc flaviovská dynastie. Větší část 2. století panovali říši adoptivní císaři. Další kolo občanské války se odehrálo v letech 193 až 194, načež nastoupila severovská dynastie. Následovala krize 3. století, v jejímž průběhu se na trůně vystřídal nespočet císařů, panujících obvykle velmi krátkou dobu. Krize přivodila téměř úplný rozvrat říše a vyústila ve zhroucení principátu.
Opětovná konsolidace nastala po nástupu Diocletiana v roce 284. Císařská moc nabyla ryze absolutistický charakter a její nositel byl označován jako dominus („pán“). Toto období se na základě toho někdy nazývá dominát. Jiná zásadní změna spočívala v nastolení tetrarchie, tedy v přenesení vlády na několik císařů panujících zároveň. Tento systém spoluvlády dvou starších císařů s titulem augustů (augusti) a dvou mladších s titulem caesarů (caesares) se ale rozpadl brzy po Diocletianově abdikaci. Za pozdějších dynastií, konstantinovské a valentiniánské, se opětovně prokázala nezbytnost rozdělení správy říše mezi více císařů. Za theodosiovské dynastie se impérium v roce 395 trvale rozdělilo na západořímskou a východořímskou říši.
V 5. století se císařové na Západě ocitli ve stínu vojenských velitelů, kteří nedokázali zabránit kolapsu západní říše. Východ se začal proměňovat v byzantskou říši a počínaje 6. stoletím se pro tamější vládce stále častěji užívalo řeckého termínu basileus. Přehled císařů uzavírá Justinián I., poslední významný panovník, jehož rodným jazykem byla latina.

## Legitimita
Seznam v zásadě zahrnuje všechny osoby, jež lze na základě převažujícího mínění badatelů označit za legitimní císaře. Určení legitimity jednotlivých císařů je vzhledem k velmi vágnímu legálnímu vymezení císařské hodnosti poměrně obtížné. Stěžejní úloha při výběru císaře formálně náležela senátu a římskému lidu. Přesto se již v raném principátu zřetelně ukázalo, že klíčovou roli zastávala armáda. Pokud vojsko nebo lid prohlásili někoho za císaře, k dosažení legitimity svého postavení potřeboval tento jedinec také souhlas senátu. Souhlas býval ovšem často vynucován nátlakem. Panující císař mohl jmenovat svého následníka a přenést na něho část zodpovědnosti za řízení státu. V takovém případě příslušela senátu při rozhodování o budoucím císaři jen velmi omezená role.
Mnozí z císařů získali své postavení uzurpací, zatímco řada neúspěšných uchazečů měla legitimní nárok na trůn. Osoby uvedené v seznamu jako legitimní císaři buď po určitou dobu nesporně vládli celé říši, nebo byli spolucísaři či následníky jiných legitimních císařů a sami po nich fakticky vykonávali vládu, anebo byli akceptováni senátem v případě, že se vyskytlo více uchazečů trůnu a žádný z nich nebyl dříve ustanoven následníkem.
Například Aurelianus si uzurpoval trůn, avšak byl jediným a nezpochybnitelným, a proto legitimním vládcem říše. Gallienus sice neměl ve své moci celé území impéria a čelil několika uzurpátorům, ale byl následníkem legitimního císaře Valeriana. Claudius Gothicus se domohl trůnu uzurpací a neovládal celou říši, nicméně byl jediným uchazečem akceptovaným senátem. Obdobně všichni pretendenti trůnu v roce čtyř císařů dosáhli v jisté fázi konfliktu uznání senátu. Shora formulovaným zásadám se vymykají Pescennius Niger a Clodius Albinus, kteří získali moc v roce 193. Přesto i oni jsou zahrnuti do seznamu, neboť legitimita Septimia Severa, tehdejšího senátem formálně uznaného císaře, byla obdobně sporná. Naproti tomu existuje několik jedinců, kteří se stali spolucísaři, nikdy ale nevykonávali samostatně vládu. Obvykle se jedná o potomky některého z císařů. Tito legitimní císaři nejsou v seznamu vedeni individuálně, nýbrž společně s těmi, kdo je učinili svými spoluvládci.
Císařové panující po roce 395 na Východě podléhají stejným, shora uvedeným kritériím, třebaže u nich postačuje vláda jen nad východní polovinou říše. Na Západě je situace poněkud složitější, protože legitimita západního císaře byla v této době často odvozována od souhlasu a uznání jeho východního kolegy. Značná část západních císařů nedosáhla uznání Východu, přesto jsou zařazeni do seznamu. Konkrétně Romulus Augustus byl v podstatě uzurpátor. Navzdory tomu bývá běžně označován za „posledního západořímského císaře“.

## Titulatura
Vedle vlastního jména každého císaře tvořily součást jeho oficiální titulatury obvykle také tituly Imperator Caesar, umisťované před tímto jménem, a Augustus, nacházející se za ním. S výjimkou julsko-klaudijské dynastie se tyto tituly v seznamu neuvádějí. Titulatura dále zahrnovala v různých obměnách počty zastávaných úřadů, nebo čestné tituly jako Pater patriae („Otec vlasti“), či jména přemožených národů Germanicus, Sarmaticus, Pathicus, Gothicus, Alamannicus a jiné, případně přízviska Pius („zbožný“), Felix („šťastný“), Invictus („nepřemožitelný“), Victor („vítěz“), Triumphator Semper („vždy triumfující“) a podobně.

## Principát

### Julsko-klaudijská dynastie
| Portrét | Jméno                                                 | Vláda                                       | Narození a úmrtí                              | Poznámka | Délka vlády      |
| ------- | ----------------------------------------------------- | ------------------------------------------- | --------------------------------------------- | --- | ---------------- |
|         | Augustus IMPERATOR CAESAR DIVI FILIUS AUGUSTUS        | 16. ledna 27 př. n. l. – 19. srpna 14 n. l. | 23. září 63 př. n. l. 19. srpna 14 n. l.      | adoptivní syn diktátora Caesara, po bitvě u Actia získal svrchovanou moc nad římskou říší, formálně obnovil republiku, ve skutečnosti nastolil samovládu ve formě principátu, vymezil hranice říše na Rýně a Dunaji, v Germánii utrpěl porážku v bitvě v Teutoburském lese, podnítil rozsáhlou stavební činnost, vytvořil stálé profesionální vojsko, provedl četné reformy, obnovil klid a stabilitu v říši – počátek „římského míru“ (Pax Romana) | 40 let, 7 měsíců |
|         | Tiberius TIBERIUS IULIUS CAESAR AUGUSTUS              | 19. srpna 14 – 16. března 37                | 16. listopad 42 př. n. l. 16. března 37 n. l. | syn Augustovy manželky Livie adoptovaný Augustem, zanechal výbojů v Germánii, vedl velezrádné procesy (maiestas) proti senátorům a jezdcům, později se stáhl do ústraní spoléhaje na pretoriánské prefekty, v císařské pokladně zanechal obrovskou sumu peněz | 22 let, 7 měsíců |
|         | Caligula GAIUS IULIUS CAESAR AUGUSTUS GERMANICUS      | 16. března 37 – 24. ledna 41                | 31. srpna 12 24. ledna 41                     | Tiberiův adoptivní vnuk, prameny ho líčí jako mimořádně krutého císaře, usiloval o posílení osobní moci po vzoru orientálních despocií, padl za oběť spiknutí senátorů a pretoriánů | 3 roky, 7 měsíců |
|         | Claudius TIBERIUS CLAUDIUS CAESAR AUGUSTUS GERMANICUS | 24. ledna 41 – 13. října 54                 | 1. srpna 10 př. n. l. 13. října 54            | Caligulův strýc, na trůn ho dosadila pretoriánská garda, podnikl invazi do Británie a zabral jižní část ostrova, zpacifikoval Mauretánii, při řízení státu se značnou měrou opíral o propuštěnce, čelil spiknutí manželky Messaliny, jeho další žena Agrippina ho údajně otrávila | 13 let, 9 měsíců |
|         | Nero NERO CLAUDIUS CAESAR AUGUSTUS GERMANICUS         | 13. října 54 – 9. června 68                 | 15. prosince 37 9. června 68                  | adoptivní syn Claudia, nechal zavraždit svoji matku, manželku a bratra, potlačil povstání v Británii, v Římě vypukl velký požár, inicioval pronásledování křesťanů, v Judeji vypuklo židovské povstání, po vzpourách v Galii a Hispánii spáchal sebevraždu | 13 let, 8 měsíců |

### Občanská válka v letech 68 až 69
| Portrét | Jméno                                | Vláda                       | Narození a úmrtí                      | Poznámka | Délka vlády |
| ------- | ------------------------------------ | --------------------------- | ------------------------------------- | --- | ----------- |
|         | Galba SERVIUS SULPICIUS GALBA        | 8. června 68 – 15. ledna 69 | 24. prosince 3 př. n. l. 15. ledna 69 | uchopil moc s podporou hispánského vojska, vzápětí podlehl spiknutí pretoriánů iniciovanému Othonem                  | 7 měsíců    |
|         | Otho MARCUS SALVIUS OTHO             | 15. ledna 69 – 16. dubna 69 | 28. dubna 32 16. dubna 69             | zmocnil se trůnu poté, co nechal zavraždit Galbu, po porážce v bitvě s Vitelliovým vojskem spáchal sebevraždu        | 3 měsíce    |
|         | Vitellius AULUS VITELLIUS GERMANICUS | 16. dubna – 20. prosince 69 | 24. září 15 20. prosince 69           | s podporou germánských legií porazil Othona, nedlouho po vzpouře na východě ho porazili a zabili Vespasianovi vojáci | 8 měsíců    |

### Flaviovská dynastie
| Portrét | Jméno                                 | Vláda                          | Narození a úmrtí              | Poznámka | Délka vlády      |
| ------- | ------------------------------------- | ------------------------------ | ----------------------------- | --- | ---------------- |
|         | Vespasianus TITUS FLAVIUS VESPASIANUS | 1. července 69 – 23. června 79 | 17. listopadu 9 23. června 79 | získal trůn díky legiím na východě a v Podunají, s jejichž pomocí zdolal Vitellia, završil první židovskou válku, potlačil povstání Batavů na Rýně, po zničujícím „roce čtyř císařů“ všestranně konsolidoval říši, reformoval finanční systém a inicioval četné stavební projekty | 10 let           |
|         | Titus TITUS FLAVIUS VESPASIANUS       | 24. června 79 – 13. září 81    | 30. prosince 39 13. září 81   | Vespasianův starší syn, v Římě dokončil roku 80 Koloseum, Pompeje zasáhla devastující erupce Vesuvu roku 79 | 2 roky, 3 měsíce |
|         | Domitianus TITUS FLAVIUS DOMITIANUS   | 14. září 81 – 18. září 96      | 24. října 51 18. září 96      | Vespasianův mladší syn, opevnil hranice říše v Germánii, vedl války v Británii, potýkal se s Dáky, jako první se nechal oslovovat dominus et deus („pán a bůh“), autokratickým řízením státu popudil senát, padl za oběť palácovému spiknutí                                      | 15 let           |

### Adoptivní císaři
| Portrét | Jméno                                           | Vláda                             | Narození a úmrtí                | Poznámka | Délka vlády       |
| ------- | ----------------------------------------------- | --------------------------------- | ------------------------------- | --- | ----------------- |
|         | Nerva MARCUS COCCEIUS NERVA                     | 18. září 96 – 27. ledna 98        | 8. listopadu 30 27. ledna 98    | za císaře ho prohlásil senát, pokusil se o uvolnění poměrů, v zájmu upevnění své vratké pozice adoptoval populárního velitele Traiana | 1 rok, 4 měsíce   |
|         | Traianus MARCUS ULPIUS NERVA TRAIANUS           | 28. ledna 98 – 8. srpna 117       | 18. září 53 8. srpna 117        | adoptivní syn Nervy, římská říše za něho dosáhla své největší rozlohy, ve dvou válkách si podmanil Dácii a připojil ji k říši, anektoval Nabatejské království a přeměnil ho v provincii Arabii, vtáhl do parthské říše a vyplenil její hlavní město Ktésifón, připojil Arménii, Asýrii a Mezopotámii, ze získané kořisti nechal vybudovat četné stavby | 19 let, 6 měsíců  |
|         | Hadrianus PUBLIUS AELIUS TRAIANUS HADRIANUS     | 11. srpna 117 – 10. července 138  | 24. ledna 76 10. července 138   | adoptivní syn Traiana, po získání moci vyklidil území dobyté svým předchůdcem na východ od Eufratu, procestoval téměř všechny provincie říše, vymezil severní hranice Británie výstavbou Hadriánova valu, potlačil Bar Kochbovo povstání v Judeji | 20 let, 11 měsíců |
|         | Antoninus Pius TITUS AELIUS HADRIANUS ANTONINUS | 10. července 138 – 7. března 161  | 19. září 86 7. března 161       | adoptivní syn Hadriana, sídlil výhradně v Itálii, rozšířil zábor Británie vybudováním Antoninova valu, opuštěném krátce po jeho smrti, s výjimkou drobných střetů na hranicích se impérium těšilo míru a blahobytu | 22 let, 8 měsíců  |
|         | Marcus Aurelius MARCUS AURELIUS ANTONINUS       | 7. března 161 – 17. března 180    | 26. dubna 121 17. března 180    | adoptivní syn Antonina Pia, zpočátku vládl se svým bratrem Luciem Verem, proslul jako představitel filozofického směru stoicismu, bývá proto nazýván „filozofem na trůně“, větší část panování se potýkal s útoky barbarských kmenů během markomanských válek, říši zachvátil zhoubný antoniniánský mor, jemuž sám podlehl                              | 19 let            |
|         | Lucius Verus LUCIUS AURELIUS VERUS              | 7. března 161 – březen (?) 169    | 15. prosince 130 březen (?) 169 | adoptivní syn Antonina Pia, bratr Marcus Aurelius ho ustavil svým spolucísařem, vypravil se na východ proti parthské říši, po jejím vítězném završení zemřel zřejmě na mor | 8 let             |
|         | Commodus MARCUS AURELIUS COMMODUS ANTONINUS     | 18. března 180 – 31. prosince 192 | 31. srpna 161 31. prosince 192  | syn Marka Aurelia, po převzetí moci ukončil tažení proti Germánům na severu, přečkal spiknutí své sestry a skupiny senátorů, přejmenoval Řím na Colonii Commodianu, ztotožňoval se s Herkulem a vystupoval jako gladiátor, padl za oběť palácovému spiknutí                                                                                             | 12 let, 9 měsíců  |

### Občanská válka v letech 193 až 197
| Portrét | Jméno                                             | Vláda                          | Narození a úmrtí            | Poznámka | Délka vlády |
| ------- | ------------------------------------------------- | ------------------------------ | --------------------------- | --- | ----------- |
|         | Pertinax PUBLIUS HELVIUS PERTINAX                 | 1. ledna 193 – 28. března 193  | 1. srpna 126 28. března 193 | dosadila ho pretoriánská garda, pokusil se obnovit uvolněnou kázeň, načež ho pretoriáni zavraždili                                   | 3 měsíce    |
|         | Didius Julianus MARCUS DIDIUS SEVERUS IULIANUS    | 28. března 193 – 1. června 193 | 133 nebo 137 1. června 193  | získal trůn v dražbě uspořádané pretoriány, došlo ke vzpouře legií na Dunaji a v Orientu, což vyústilo v jeho sesazení a popravu     | 2 měsíce    |
|         | Pescennius Niger GAIUS PESCENNIUS NIGER           | duben 193 – duben 194          | mezi 135 až 140 duben 194   | po Pertinakově smrti se prohlásil v Sýrii za císaře, přidaly se k němu východní provincie, podlehl Septimiu Severovi                 | 1 rok       |
|         | Clodius Albinus DECIMUS CLODIUS SEPTIMIUS ALBINUS | 193 – 19. února 197            | kolem 150 19. února 197     | spojil se se Septimiem Severem, jenž mu přiznal titul caesara, posléze se proti němu vzbouřil, po porážce v Galii spáchal sebevraždu | 4 roky      |

### Severovská dynastie
| Portrét | Jméno                                                                  | Vláda                           | Narození a úmrtí           | Poznámka | Délka vlády       |
| ------- | ---------------------------------------------------------------------- | ------------------------------- | -------------------------- | --- | ----------------- |
|         | Septimius Severus LUCIUS SEPTIMIUS SEVERUS PERTINAX                    | 9. dubna 193 – 4. února 211     | 11. dubna 145 4. února 211 | s podporou dunajských legií povstal v Panonii proti Didiu Julianovi, po jeho sesazení zdolal Pescennia Nigra na východě, pak přemohl Clodia Albina na západě, zvítězil nad Parthy a zabral severní Mezopotámii, opíral se veskrze o armádu, zemřel v průběhu tažení v Británii | 17 let, 10 měsíců |
|         | Caracalla MARCUS AURELIUS SEVERUS ANTONINUS                            | 4. února 211 – 8. dubna 217     | 4. dubna 188 8. dubna 217  | starší syn Septimia Severa, nechal zavraždit vlastního bratra a spoluvládce Getu, vydal Constitutio Antoniniana, edikt udělující římské občanství všem mužským obyvatelům říše, válčil s Germány, během tažení proti Parthům padl za oběť spiknutí                             | 6 let, 2 měsíce   |
|         | Geta PUBLIUS SEPTIMIUS GETA                                            | 4. února 211 – prosinec 211     | 7. března 189 prosinec 211 | mladší syn Septimia Severa, vládl společně s bratrem Caracallou, který ho nechal zavraždit | 10 měsíců         |
|         | Macrinus MARCUS OPELLIUS SEVERUS MACRINUS společně s ním Diadumenianus | 8. dubna 217 – červen 218       | 164 červen 218             | zosnoval komplot proti Caracallovi, pokusil se omezit platy vojáků zvýšené svým předchůdcem, po porážce s Parthy ho svrhlo nespokojené vojsko | 1 rok, 2 měsíce   |
|         | Heliogabalus MARCUS AURELIUS ANTONINUS                                 | 16. května 218 – 11. března 222 | 204 11. března 222         | vnuk Caracallovy tety, jeho vláda se vyznačovala sexuálními skandály a náboženskými kontroverzemi, svojí výstředností a zhýralostí si znepřátelil senát, lid i pretoriány, kteří ho zavraždili                                                                                 | 3 roky, 10 měsíců |
|         | Alexander Severus MARCUS AURELIUS SEVERUS ALEXANDER                    | 13. března 222 – březen 235     | 1. října 208 březen 235    | Heliogabalův bratranec a adoptivní syn, na řízení státu se značnou měrou podílely jeho babička a matka, s obtížemi zadržel expanzi novoperské sásánovské říše, jež na východě nahradila parthskou říši, při tažení proti Alamanům na Rýně ho zavraždili vlastní vojáci         | 13 let            |

### Vojenští císaři
| Portrét | Jméno                                                                                      | Vláda                                     | Narození a úmrtí                 | Poznámka | Délka vlády     |
| ------- | ------------------------------------------------------------------------------------------ | ----------------------------------------- | -------------------------------- | --- | --------------- |
|         | Maximinus GAIUS IULIUS VERUS MAXIMINUS                                                     | březen 235 – duben 238                    | 172 nebo 173 duben 238           | provolaly ho germánské legie, válčil s barbary na Rýně a Dunaji, během neúspěšné vzpoury Gordianů ho senát sesadil, vytáhl proto na Řím, jeho vojáci ho ale zavraždili | 3 roky, 1 měsíc |
|         | Gordianus I. MARCUS ANTONIUS GORDIANUS SEMPRONIANUS ROMANUS AFRICANUS                      | 22. března 238 – 12. dubna 238            | kolem 159 12. dubna 238          | s podporou senátu prohlášen v Africe za císaře, po porážce svého syna Gordiana II. spáchal sebevraždu | necelý 1 měsíc  |
|         | Gordianus II. MARCUS ANTONIUS GORDIANUS SEMPRONIANUS ROMANUS AFRICANUS                     | 22. března 238 – 12. dubna 238            | kolem 192 12. dubna 238          | prohlášen za císaře společně s otcem Gordianem I., krátce nato padl v bitvě | necelý 1 měsíc  |
|         | Pupienus MARCUS CLODIUS PUPIENUS MAXIMUS                                                   | 22. dubna 238 – 29. července 238          | kolem 165 29. července 238       | senát ho ustavil proti Maximinovi, vládl společně s Balbinem, zavraždili ho pretoriáni | 3 měsíce        |
|         | Balbinus DECIMUS CAELIUS CALVINUS BALBINUS                                                 | 22. dubna 238 – 29. července 238          | 178 29. července 238             | senát ho ustavil proti Maximinovi, vládl společně s Pupienem, zavraždili ho pretoriáni | 3 měsíce        |
|         | Gordianus III. MARCUS ANTONIUS GORDIANUS                                                   | 238 – únor nebo březen 244                | 20. ledna 235 únor či březen 244 | vnuk Gordiana I., vládl nejprve společně s Pupienem a Balbinem, později sám pod dohledem matky a tchána, zemřel za nejasných okolností při tažení proti perské říši | 6 let           |
|         | Philippus Arabs MARCUS IULIUS PHILIPPUS společně s ním Philippus mladší                    | 244 – září či říjen 249                   | kolem 204 září či říjen 249      | vojsko ho provolalo po smrti Gordiana III., oslavil tisíc let od založení Říma, padl v boji proti vzbouřeným dunajským legiím v čele s Deciem | 5 let           |
|         | Decius GAIUS MESSIUS QUINTUS TRAIANUS DECIUS společně s ním Herennius Etruscus             | 249 – červen 251                          | kolem 201 červen 251             | vzbouřil se proti Philippovi, pronásledoval křesťany, vypravil se proti Gótům útočícím zpoza Dunaje, avšak se svým synem Herenniem Etruskem zahynul v bitvě u Abrittu | 2 roky          |
|         | Trebonianus Gallus GAIUS VIBIUS TREBONIANUS GALLUS společně s ním Hostilianus a Volusianus | červen 251 – srpen 253                    | kolem 206 srpen 253              | vojsko ho prohlásilo za císaře po zabití Decia, vládl nejprve společně se synem svého předchůdce Hostilianem a poté s vlastním synem Volusianem, zabili ho vlastní vojáci po vzpouře na dolním Dunaji                                                                                            | 2 roky          |
|         | Aemilianus MARCUS AEMILIUS AEMILIANUS                                                      | srpen 253 – září či říjen 253             | 207 či 213 září či říjen 253     | povstal proti Gallovi, nedlouho po uchopení moci podlehl Valerianovi | necelé 3 měsíce |
|         | Valerianus PUBLIUS LICINIUS VALERIANUS                                                     | 253 – 260                                 | mezi 190 a 200 po 260            | získal trůn vítězstvím nad Aemilianem, svým spolucísařem ustavil syna Galliena, pronásledoval křesťany, vytáhl proti sásánovskému králi Šápúrovi I., v bitvě u Edessy upadl do perského zajetí, v němž zemřel                                                                                    | 7 let           |
|         | Gallienus PUBLIUS LICINIUS EGNATIUS GALLIENUS                                              | 253 – 268                                 | 218 268                          | syn Valeriana, úspěšně čelil vpádům Germánů a několika uzurpátorům, na západě přesto vzniklo polonezávislé galské císařství v čele s Postumem, východ se po zajetí Valeriana vymkl kontrole, reformoval armádu, senátorům odňal přístup do velitelských funkcí, zavraždili ho vlastní důstojníci | 15 let          |
|         | Claudius Gothicus MARCUS AURELIUS CLADIUS                                                  | 268 – 270                                 | 10. května 213 či 214 270        | pravděpodobně se podílel na smrti svého předchůdce, náležel k tzv. ilyrským císařům, dosáhl rozhodného vítězství nad Góty v bitvě u Naissu, zemřel na mor | 2 roky          |
|         | Quintillus MARCUS AURELIUS CLAUDIUS QUINTILLUS                                             | září (?) 270 – říjen či listopad 270      | kolem 220 říjen či listopad 270  | bratr Claudia Gothika, zemřel násilnou smrtí nedlouho po nabytí moci | necelé 2 měsíce |
|         | Aurelianus LUCIUS DOMITIUS AURELIANUS                                                      | 270 – září 275                            | 9. září 214 září 275             | provolaly ho dunajské legie, zdolal Alamany a jiné barbarské kmeny, vyklidil Dácii, vítězstvím nad palmýrskou královnou Zenobií získal zpět východní provincie, podrobil si galské císařství, za což si vysloužil titul „obnovitel světa“ (Restitutor Orbis), zavraždili ho pretoriáni           | 5 let           |
|         | Tacitus MARCUS CLADIUS TACITUS                                                             | 275 – červenec 276                        | kolem 200 červenec 276           | za císaře ho prohlásil senát se souhlasem armády, zavraždili ho vlastní vojáci | asi 9 měsíců    |
|         | Florianus MARCUS ANNIUS FLORIANUS                                                          | červenec 276 – září 276                   | kolem 210 září 276               | nevlastní bratr Tacita, zemřel násilnou smrtí poté, co se vzbouřil Probus | 2 měsíce        |
|         | Probus MARCUS AURELIUS PROBUS                                                              | 276 – září či říjen 282                   | 19. srpna 232 září či říjen 282  | provolalo ho vojsko na východě, četnými vítězstvími nad barbary upevnil hranice na Rýně a Dunaji, ustál několik uzurpací, po vzpouře pretoriánského prefekta Cara ho zavraždili jeho muži | 6 let           |
|         | Carus MARCUS AURELIUS CARUS                                                                | září či říjen 282 – červenec či srpen 283 | kolem 224 červenec či srpen 283  | ustaven za císaře v horním Podunají, za spoluvládce si určil syny Carina a Numeriana, zemřel za podivných okolností při úspěšném tažení proti Sásánovcům | necelý 1 rok    |
|         | Numerianus MARCUS AURELIUS NUMERIUS NUMERIANUS                                             | červenec či srpen 283 – listopad 284      | kolem 253 listopad 284           | mladší syn Cara, po smrti otce spravoval východní provincie, zřejmě ho zavraždil jeho pretoriánský prefekt | 1 rok, 4 měsíce |
|         | Carinus MARCUS AURELIUS CARINUS                                                            | 283 – červenec 285                        | asi 250 červenec 285             | starší syn Cara, spravoval západní provincie, zavraždil ho vlastní důstojník během bitvy proti Diocletianovi | 2 roky          |

## Dominát

### Tetrarchie
| Portrét | Jméno                                                                                    | Vláda                                              | Narození a úmrtí             | Poznámka | Délka vlády       |
| ------- | ---------------------------------------------------------------------------------------- | -------------------------------------------------- | ---------------------------- | --- | ----------------- |
|         | Diocletianus GAIUS AURELIUS VALERIUS DIOCLETIANUS                                        | 20. listopadu 284 – 1. května 305                  | kolem 244 kolem 312          | zavedl systém „vlády čtyř“, zvaný tetrarchie, v rámci něhož řídil stát s dalšími třemi spolucísaři, posílil autokratický charakter císařství, dosáhl řady vítězství nad barbary, provedl četné reformy v hospodářství a armádě, rozšířil byrokratický aparát, reorganizoval administrativní členění říše, rozpoutal největší pronásledování křesťanů, později se vzdal trůnu | 20 let, 5 měsíců  |
|         | Maximianus MARCUS AURELIUS VALERIUS MAXIMIANUS                                           | 1. dubna 286 – 1. května 305                       | kolem 250 červenec 310       | Diocletianus ho učinil svým spolucísařem na západě, vedl tažení proti bagaudům v Galii a barbarům na Rýně a v severní Africe, abdikoval společně s Diocletianem, opakovaně se pokoušel získat zpět vládu, na příkaz Konstantina I. spáchal sebevraždu | 19 let, 1 měsíc   |
|         | Galerius GAIUS GALERIUS VALERIUS MAXIMIANUS                                              | 1. května 305 – květen 311 (caesarem od 293)       | mezi 250 a 260 květen 311    | původně Diocletianovým caesarem, přes prvotní nezdar dosáhl drtivého vítězství nad Peršany, přesvědčil Diocletiana k pronásledování křesťanů, po jeho abdikaci nedokázal zachovat tetrarchii, před smrtí vydal edikt o toleranci křesťanství | 6 let             |
|         | Constantius I. FLAVIUS VALERIUS CONSTANTIUS                                              | 1. května 305 – 25. července 306 (caesarem od 293) | kolem 250 25. července 306   | původně Maximianovým caesarem, potlačil uzurpaci v Británii, vedl výpravy proti Germánům na Rýně, zemřel nedlouho po získání hodnosti augustus | 1 rok, 3 měsíce   |
|         | Severus FLAVIUS VALERIUS SEVERUS                                                         | srpen 306 – 307 (caesarem od 305)                  | ? 16. září 307               | původně Constantiovým caesarem, po jeho smrti povýšil na augusta, během tažení proti vzbouřenému Maxentiovi ho opustilo vojsko, načež byl popraven | necelý 1 rok      |
|         | Maxentius MARCUS AURELIUS VALERIUS MAXENTIUS                                             | 28. října 306 – 28. října 312                      | mezi 275 a 283 28. října 312 | syn Maximiana, chopil se vlády v Římě, po vítězství nad Severem rozšířil svoji moc na celou Itálii a Afriku, padl v boji proti Konstantinovi I. | 6 let             |
|         | Maximinus Daia GAIUS GALERIUS VALERIUS MAXIMINUS                                         | 1. května 310 – 313 (caesarem od 305)              | 20. listopadu 275 či 285 313 | původně Galeriovým caesarem, již před jeho skonem začal užívat titul augustus, podlehl Liciniovi a záhy poté zemřel | 3 roky            |
|         | Licinius GAIUS VALERIUS LICINIANUS LICINIUS společně s ním Valerius Valens a Martinianus | 11. listopadu 308 – 18. září 324                   | kolem 265 325                | Galerius ho ustavil za augusta proti Maxentiovi, přemohl Maximina a opanoval východ, Konstantin I. ho dvakrát porazil, zbavil vlády a nechal popravit | 15 let, 10 měsíců |

### Konstantinovská dynastie
| Portrét | Jméno                                        | Vláda                                               | Narození a úmrtí                        | Poznámka | Délka vlády       |
| ------- | -------------------------------------------- | --------------------------------------------------- | --------------------------------------- | --- | ----------------- |
|         | Konstantin I. FLAVIUS VALERIUS CONSTANTINUS  | 25. července 306 – 22. května 337                   | 27. února mezi 272 a 285 22. května 337 | syn Constantia I., provolalo ho vojsko po otcově smrti, v bitvě u Milvijského mostu zdolal Maxentia, po vítězství nad Liciniem dosáhl samovlády, ukončil perzekuci křesťanů vydáním ediktu milánského, přiklonil se ke křesťanství, podporoval církev a svolal první ekumenický koncil, založil Konstantinopol – nové hlavní město impéria, pokračoval v Diocletianových reformách správy, armády a hospodářství | 30 let, 10 měsíců |
|         | Konstantin II. FLAVIUS CLAUDIUS CONSTANTINUS | 22. května 337 – 340                                | únor 317 340                            | syn Konstantina I., po smrti otce mu připadla Británie, Galie a Hispánie, nečekaně zaútočil na Constantovu doménu, avšak padl v boji | 3 roky            |
|         | Constans FLAVIUS IULIUS CONSTANS             | 22. května 337 – 350                                | mezi 320 a 323 350                      | syn Konstantina I., spravoval Itálii, Afriku a Illyricum, odvrátil útok svého bratra Konstantina II. a získal jeho doménu, byl odpůrcem křesťanské hereze ariánství, svrhl ho a zabil uzurpátor Magnentius | 13 let            |
|         | Constantius II. FLAVIUS IULIUS CONSTANTIUS   | 22. května 337 – 3. listopadu 361                   | 7. srpna 317 3. listopadu 361           | syn Konstantina I., spravoval východní provincie, vedl dlouhou a nerozhodnou válku s perskou říší, podporoval ariánství, vítězstvím nad Magnentiem získal vládu nad celým impériem, svému bratranci Julianovi svěřil správu Galie, zemřel nedlouho po Julianově vzpouře | 24 let, 5 měsíců  |
|         | Julianus FLAVIUS CLAUDIUS IULIANUS           | 3. listopadu 361 – 26. června 363 (caesarem od 355) | 331 26. června 363                      | synovec Konstantina I., jeho bratranec Constantius ho jako caesara pověřil obranou Galie, zvítězil nad Alamany v bitvě u Argentorate, vzbouřil se proti Constantiovi, po jehož smrti dosáhl samovlády, přechodně obnovil pohanství, padl v boji při výpravě proti perské říši | 1 rok, 8 měsíců   |
|         | Jovianus FLAVIUS IOVIANUS                    | 26. června 363 – 17. února 364                      | 331 17. února 364                       | vojsko ho v perské říši prohlásilo za císaře, odmítl pohanství a vrátil se ke křesťanství | 8 měsíců          |

### Valentiniánská dynastie
| Portrét | Jméno                                   | Vláda                              | Narození a úmrtí            | Poznámka | Délka vlády      |
| ------- | --------------------------------------- | ---------------------------------- | --------------------------- | --- | ---------------- |
|         | Valentinianus I. FLAVIUS VALENTINIANUS  | 26. února 364 – 17. listopadu 375  | 321 17. listopadu 375       | vojsko ho zvolilo po smrti Joviana, ujal se správy západních provincií, východní svěřil bratru Valentovi, energicky bránil a opevňoval hranice Galie před útoky barbarů, podnikal tažení na Rýně i Dunaji                                   | 11 let, 9 měsíců |
|         | Valens FLAVIUS IULIUS VALENS            | 28. března 364 – 9. srpna 378      | 328 9. srpna 378            | Valentinianův bratr, brzy po získání trůnu čelil nebezpečné uzurpaci, vedl výpravy za Dunaj a proti Persii, podporoval ariánství, přišel o život v bitvě u Adrianopole proti Vizigótům                                                      | 14 let, 4 měsíce |
|         | Gratianus FLAVIUS GRATIANUS             | 17. listopadu 375 – 25. srpna 383  | 18. dubna 359 25. srpna 383 | starší syn Valentiniana I., vládl na západě společně s bratrem Valentinianem II., přestal užívat tradiční pohanský titul pontifex maximus, zavraždili ho během vzpoury Magna Maxima                                                         | 7 let, 9 měsíců  |
|         | Valentinianus II. FLAVIUS VALENTINIANUS | 22. listopadu 375 – 15. května 392 | 371 15. května 392          | mladší syn Valentiniana I., nastoupil ve čtyřech letech, nacházel se pod vlivem své matky a germánského generála Arbogasta, po vpádu Magna Maxima do Itálie uprchl na východ, s pomocí Theodosia I. získal zpět trůn, zemřel násilnou smrtí | 16 let, 6 měsíců |

### Theodosiovská dynastie
| Portrét | Jméno                                                    | Vláda                            | Narození a úmrtí               | Poznámka | Délka vlády      |
| ------- | -------------------------------------------------------- | -------------------------------- | ------------------------------ | --- | ---------------- |
|         | Theodosius I. FLAVIUS THEODOSIUS                         | 19. ledna 379 – 17. ledna 395    | 11. ledna 347 17. ledna 395    | Gratianus ho ustavil za císaře na východě, dovolil Vizigótům, aby sídlili jako foederati na římském území, povýšil křesťanství na státní náboženství, potlačil uzurpaci Magna Maxima, vítězstvím v bitvě u Frigidu nad Arbogastem dosáhl jako poslední císař samovlády, jeho smrtí došlo k trvalému rozdělení impéria na západořímskou a východořímskou říši | 16 let           |
|         | Arcadius FLAVIUS ARCADIUS VÝCHOD                         | leden 395 – 1. května 408        | 377 1. května 408              | Theodosiův starší syn, namísto něho vykonávali vládu civilní hodnostáři a jeho manželka, Vizigóti vydrancovali balkánské provincie, barbaři se pokusili získat moc v Konstantinopoli | 13 let, 3 měsíce |
|         | Honorius FLAVIUS HONORIUS ZÁPAD                          | 23. ledna 395 – 15. srpna 423    | 9. září 384 15. srpna 423      | Theodosiův mladší syn, řízení státu přenechal polobarbarskému vojevůdci Stilichonovi a generálu Constantiovi, Alani, Vandalové a Svébové překročili Rýn a vtáhli do Hispánie, Británie odpadla od říše, Vizigóti pod vedením Alaricha vyplenili Řím a poté byli usazeni v Galii                                                                              | 28 let, 7 měsíců |
|         | Theodosius II. FLAVIUS THEODOSIUS VÝCHOD                 | 1. května 408 – 28. července 450 | 10. dubna 401 28. července 450 | Arcadiův syn, moc třímali vysocí státní úředníci a císařovi příbuzní, Konstantinopol byla obehnána mohutnými theodosiánskými hradbami, vyšla sbírka římského práva zvaná Codex Theodosianus, církev a říši štěpily závažné dogmatické spory, Hunové zdevastovali balkánské provincie a vynutili si placení vysokého tributu                                  | 42 let, 3 měsíce |
|         | Constantius III. FLAVIUS CONSTANTIUS ZÁPAD               | 8. února 421 – 2. září 421       | ? 2. září 421                  | manžel Honoriovy sestry, dlouholetý faktický vládce Západu, který zemřel nedlouho poté, co se stal spolucísařem svého švagra | 7 měsíců         |
|         | Joannes ZÁPAD                                            | 27. srpna 423 – květen 425       | ? květen či červen 425         | po Honoriově smrti prohlášen v Itálii za císaře, svrhlo ho vojsko vyslané z Východu | 1 rok, 9 měsíců  |
|         | Valentinianus III. FLAVIUS PLACIDIUS VALENTINIANUS ZÁPAD | 23. října 425 – 16. března 455   | 2. července 419 16. března 455 | syn Constantia III., nastoupil na trůn v šesti letech, vládu vykonávala nejprve jeho matka, později generál Aetius, jenž v bitvě na Katalaunských polích odrazil vpád Hunů vedených Attilou, Vandalové obsadili Afriku, zemřel násilnou smrtí poté, co zavraždil Aetia                                                                                       | 29 let, 5 měsíců |
|         | Marcianus FLAVIUS MARCIANUS VÝCHOD                       | 25. srpna 450 – 27. ledna 457    | kolem 390 27. ledna 457        | švagr Theodosia II., svolal chalkedonský koncil, vedoucí k odsouzení monofyzitismu v Egyptě a Sýrii, jeho panování se vyznačovalo mírem a prosperitou, odmítl platit Hunům tribut, ve státní pokladně zanechal značné finanční rezervy | 6 let, 5 měsíců  |

### Poslední západní císaři
| Portrét | Jméno                                       | Vláda                                         | Narození a úmrtí           | Poznámka | Délka vlády      |
| ------- | ------------------------------------------- | --------------------------------------------- | -------------------------- | --- | ---------------- |
|         | Petronius Maximus FLAVIUS PETRONIUS MAXIMUS | 17. března 455 – 31. května 455               | kolem 396 31. května 455   | zřejmě dal zavraždit svého předchůdce, potom se oženil s jeho manželkou, zabil ho dav krátce předtím, než Vandalové v čele s Geiserichem vyplenili Řím                                                                                 | 2 měsíce         |
|         | Avitus EPARCHIUS AVITUS                     | 9. či 10. července 455 – 17. či 18. října 456 | mezi 385 a 395 457         | s podporou Vizigótů prohlášen v Galii za císaře, brzy po nabytí moci ho sesadilo vojsko v Itálii | 1 rok, 3 měsíce  |
|         | Maiorianus IULIUS VALERIUS MAIORIANUS       | 1. dubna 457 – 2. srpna 461                   | kolem 420 7. srpna 461     | získal trůn s pomocí germánského generála Ricimera, pokusil se konsolidovat západní říši, vytáhl do jižní Galie a Hispánie, plánovanou expedici do Afriky zmařili Vandalové zničením invazní floty, Ricimer ho dal popravit            | 4 roky, 4 měsíce |
|         | Libius Severus                              | 19. listopadu 461 – 14. listopadu 465         | ? 14. listopadu 465        | Ricimerova loutka, zemřel za nejasných okolností | 4 roky           |
|         | Anthemius PROCOPIUS ANTHEMIUS               | 12. dubna 467 – 11. července 472              | kolem 420 11. července 472 | dosazen s pomocí Východu a se souhlasem Ricimera, ve spolupráci s Leonem I. podnikl neúspěšnou výpravu proti Vandalům do severní Afriky, obdobně skončilo tažení proti Vizigótům v Galii, podlehl Ricimerovi, který ho nechal popravit | 5 let, 3 měsíců  |
|         | Olybrius ANICIUS OLYBRIUS                   | 11. července 472 – říjen či listopad 472      | ? říjen či listopad 472    | Ricimer ho učinil svým loutkovým císařem | asi 4 měsíce     |
|         | Glycerius                                   | březen 473 – červen 474                       | ? po 480                   | císařem ho ustavil Ricimerův nástupce, ztratil moc po příchodu Julia Nepota do Itálie | 1 rok, 3 měsíce  |
|         | Julius Nepos                                | červen 474 – 28. srpna 475                    | ? 480                      | zmocnil se vlády s podporou Východu, v důsledku vzpoury vojska uprchl do Dalmácie, kde setrval až do své smrti | 1 rok, 2 měsíce  |
|         | Romulus Augustus                            | 31. října 475 – 4. září 476                   | ?                          | na trůn ho jako nedospělého dosadil jeho otec, fakticky vládl pouze Itálii, sesadil ho barbarský velitel Odoaker, jeho svržením došlo k zániku západořímské říše                                                                       | 10 měsíců        |

### Východní císaři v letech 457 až 565
| Portrét | Jméno                                               | Vláda                             | Narození a úmrtí            | Poznámka | Délka vlády       |
| ------- | --------------------------------------------------- | --------------------------------- | --------------------------- | --- | ----------------- |
|         | Leon I. FLAVIUS VALERIUS LEO                        | 7. února 457 – 18. ledna 474      | kolem 401 18. ledna 474     | císařem ho učinil barbarský vojevůdce Aspar, vyslal ohromnou flotu do severní Afriky proti Vandalům, nicméně výprava skončila katastrofální porážkou, spojil se s Isaury a jejich vůdcem Zenonem, aby vyvážil germánský vliv v armádě, nechal zavraždit Aspara | 16 let, 11 měsíců |
|         | Leon II. FLAVIUS LEO                                | 18. ledna 474 – 17. listopadu 474 | 467 17. listopadu 474       | vnuk Leona I., svým spolucísařem ustavil svého otce Zenona, brzy poté, v sedmi letech zemřel | 10 měsíců         |
|         | Zenon FLAVIUS ZENO                                  | 9. února 474 – 9. dubna 491       | ? 9. dubna 491              | otec Leona II., přečkal opakované vojenské vzpoury a spiknutí, v úvodu vlády ho Basiliskos donutil přechodně opustit Konstantinopol, čelil Ostrogótům plenícím Balkán, posléze je přiměl k odchodu do Itálie, pokusil se o kompromis s monofyzity, což vyústilo v akakiánské schizma s papežem | 17 let, 2 měsíce  |
|         | Basiliscus FLAVIUS BASILISCUS                       | 9. ledna 475 – srpen 476          | ?                           | švagr Leona I., vypudil z trůnu Zenona, jenž ho ale záhy svrhl a nechal zavraždit | 1 rok, 7 měsíců   |
|         | Anastasius I. FLAVIUS ANASTASIUS                    | 11. dubna 491 – 9. července 518   | kolem 430 9. července 518   | za císaře ho ustavila vdova po Zenonovi, potlačil Isaury, provedl četné administrativní reformy, zdokonalil daňovou soustavu, válčil s perskou říší, opevnil východní hranici, inklinoval k monofyzitismu, což vedlo k opakovaným vzpourám na Balkáně, ve státní pokladně zanechal obrovské peněžní prostředky | 27 let, 3 měsíce  |
|         | Justinus I. FLAVIUS IUSTINUS                        | červenec 518 – 1. srpna 527       | kolem 450 1. srpna 527      | chopil se trůnu po smrti svého předchůdce, ukončil akakiánské schizma a pronásledoval monofyzity | 9 let             |
|         | Justinianus I. FLAVIUS PETRUS SABBATIUS IUSTINIANUS | 1. srpna 527 – 14. listopadu 565  | kolem 482 14. listopadu 565 | synovec a adoptivní syn Justina I., vybudoval v Konstantinopoli chrám Hagia Sofia, podnítil kodifikaci římského práva, známou jako Corpus iuris civilis, pokusil se o obnovu říše (renovatio imperii), přičemž si podmanil království Vandalů v Africe a Ostrogótů v Itálii, jeho záměry narušila drastická epidemie moru, později se zapletl do vyčerpávajících válek s perskou říší a na Apeninském poloostrově | 38 let, 3 měsíce  |